# 핫타 도모이에
핫타 토모이에(일본어: 八田 知家 はった ともいえ[*])는 헤이안 시대 말기에서 가마쿠라 시대 초기의 무장이자, 가마쿠라 막부 고케닌이다. 시모츠케 우츠노미야씨 당주 우츠노미야 무네츠나 (핫타 무네츠나)의 4남이다.
족보 등에 의한 이설로서는 미나모토노 요시토모의 낙윤(사생아)으로, 어머니는 우츠노미야 아사츠나의 딸 핫타노츠보네로 처음 토모이에 (朝家, 읽는 법 동일)라고 자칭했다고 하는 기술도 있다. 가마쿠라 막부 십삼인의 합의제 중 한 명이다. 오다씨의 시조이자 오다성의 축성자이다.

## 생애
호겐 원년 (1156년), 호겐의 난에서는 미나모토노 요시토모 측에 서서 싸워 공을 세운다. 지쇼 4년 (1180년) 8월의 미나모토노 요리토모 거병에 일찍부터 참가했으며, 같은 해에는 시모츠케국 모기국 지토직을 안도받았다. 쥬에이 2년 (1183년), 노기미야 전투에 참가. 겐랴쿠 원년 (1184년) 8월의 미나모토노 노리요리가 이끄는 헤이시 추토군에 종군했다. 분지 원년 (1185년) 4월, 전년에 미나모토노 요시츠네가 무단임관으로 요리토모의 분노를 샀을 때, 토모이에도 우위문위로 임관하고 있어, 요리토모로부터 "진서로 하향하는 도중에 쿄에서 임관하는 등, 게으른 말이 도초를 당하는 것과 같다"라고 오야마 토모마사와 함께 매도되고 있다. 분지 5년 (1189년) 7월의 오슈 전투에서는 치바 츠네타네와 함께 토카이도 대장군을 맡아, 후쿠시마의 하마도오리에서 오슈 후지와라씨를 몰아붙였다.
겐큐 4년 (1193년), 소가 형제의 복수를 계기로, 사촌인 히타치 다이죠씨의 타케 요시모토를 호죠 토키마사와 함께 함정에 빠져 영지를 몰수당하고, 자신의 본거지를 시모츠케에서 히타치로 옮겨 슈고에 보임되었다.
겐큐 7년 (1196년)에는 항복했다가 붙잡힌 타이라노 카게키요를 저택에서 보호했다.
겐큐 10년 (1199년), 요리토모가 죽으면서 뒤를 이은 2대 쇼군 미나모토노 요리이에의 전제를 억제하기 위해 결성된 십삼인의 합의제 중 한명이 된다. 켄닌 3년 (1203년)에는 요리토모의 동생이자 요리이에의 삼촌인 아노 젠죠가 호죠씨와 함께 반요리이에파를 형성함에 따라 선수를 쳐서 호죠씨에 대항한 요리이에의 하지로 젠죠를 주살했다.
겐포 6년 (1218년)에 사망했다.

## 관련 작품

### TV 드라마
- 『가마쿠라도노의 13인』 (2022년, NHK대하드라마, 연기 : 이치하라 하야토)